# Margarete Mehdorn
Margarete Mehdorn (* 1959) ist eine deutsche Konferenzdolmetscherin und Übersetzerin für Französisch. Sie ist auch interkulturelle Trainerin. Sie engagiert sich für die deutsch-französische Freundschaft.

## Ausbildung
1983 wurde sie Diplom-Dolmetscherin für Konferenzdolmetschern der Johannes Gutenberg-Universität Mainz für Französisch, Spanisch Italienisch, Englisch, Wirtschaftswissenschaften. Sie hat zum Dr. phil. an der Johannes-Gutenberg-Universität Mainz promoviert. Sie erhielt ein Weiterbildungszertifikat als interkulturelle Trainerin von interculture e. V. (Universität Jena)
Margarete Mehdorn ist Mitglied im Internationalen Verband der Konferenzdolmetscher (aiic) sowie im Verband für Konferenzdolmetscher in Deutschland (VKD-BDÜ) im Bundesverband der Dolmetscher und Übersetzer (BDÜ) e. V.

## Leben

### Beruflicher und ehrenamtlicher Werdegang
Zwischen 1995 und 2007 war Margarete Mehdorn Vorsitzende der Deutsch-Französischen Gesellschaft Schleswig-Holstein e. V. Sitz Kiel. In dieser Rolle hat sie zur positiven Entwicklung der Städtepartnerschaft zwischen Kiel und Brest beigetragen, insbesondere bei den Feiern und Projekten zum 40-jährigen Bestehen der Städtepartnerschaft im Jahr 2004.
Sie hat 2005 die Familie Mehdorn Stiftung mitbegründet, die einerseits die neurochirurgischen Forschung und andererseits die interkulturellen Kommunikation fördert. Seit 2008 ist sie Vorsitzende des Stiftungsrats.
Zwischen 2009 und 2018 war sie Lehrbeauftragte am Romanischen Seminar der Christian-Albrechts-Universität zu Kiel für Übersetzen, Einführung ins Dolmetschen und Projektmanagement Kultur.
2005 wurde sie Mitglied im Vorstand der Vereinigung Deutsch-Französischer Gesellschaften für Europa (VDFG), die den deutschen Dachverband der deutsch-französischen Gesellschaften und Vereine darstellt. Von 2010 bis 2016 war sie dort Vizepräsidentin. Von 2016 bis 2022 war sie Präsidentin der VDFG. 2022 wurde sie Ehrenpräsidentin der VDFG. Beim Festabend zur 65-Jahr-Feier der VDFG am 22. Oktober 2022 in Dortmund überreichte der neue Präsident Jochen Hake seiner Vorgängerin die Urkunde zur Verleihung der Ehrenpräsidentschaft der VDFG.
Seit 2020 ist sie regionale Beraterin Norddeutschland für den Deutsch-Französischen Bürgerfonds. Sie betreut Antragsstellende aus Schleswig-Holstein, Hamburg und Mecklenburg-Vorpommern.
2024 war sie Gründungsmitglied des Vereins Freundschaft ohne Grenzen e.V. in Leinsweiler, Pfalz, der eine Gemeindepartnerschaft mit Noyers-sur-Serein (Burgund) aufbauen soll. Seit April 2025 ist sie stellvertretende Vorsitzende dieses Vereins.

### Privatleben
Margarete Mehdorn ist mit dem Professor für Neurochirurgie Maximilian Mehdorn verheiratet. Sie haben zwei erwachsene Söhne und eine erwachsene Tochter, die sich zusammen mit ihren Eltern in der Familie Mehdorn Stiftung engagieren.

## Auszeichnungen
Sie erhielt 2007 die Andreas-Gayk-Medaille der Landeshauptstadt Kiel für ihr ehrenamtliches Engagement in der deutsch-französischen Gesellschaft Schleswig-Holstein.
Nachdem sie 2012  mit dem Verdienstkreuz am Bande des Verdienstordens der Bundesrepublik Deutschland für ihr langjähriges Engagement für die deutsch-französische Kulturarbeit insbesondere auch in Schleswig-Holstein ausgezeichnet worden war, wurde sie im Juli 2025 für die Mitbegründung und langjährige ehrenamtliche Umsetzung der Familie Mehdorn Stiftung sowie für ihre Anregung zum Deutsch-Französischen Bürgerfonds im Jahr 2018, der mit dem Vertrag von Aachen 2019 geschaffen wurde, mit dem Bundesverdienstkreuz 1. Klasse geehrt.
2021 erhielt sie den französischer Verdienstorden Chevalier de l’Ordre national du Mérite.
2024 wurde sie von der Vereinigung Deutsch-Französischer Gesellschaften für Europa (VDFG) mit der Ehrennadel des Vereinigung ausgezeichnet für ihr besonderes Engagement für diese Vereinigung.

## Publikationen
- Margarete Mehdorn: Französische Kultur in der Bundesrepublik Deutschland: Politische Konzepte und zivilgesellschaftliche Initiativen 1945–1970, Köln 2009.